# Большая Урайка
Большая Урайка — река в Горнозаводском городском округе Пермского края, приток Койвы. Впадает в Койву слева в 72 км от её устья. Длина реки 13 км. Исток реки примерно в 8 км южнее посёлка Старый Бисер, основное направление течения — сначала на запад, затем на север. Устье примерно в 9 км юго-западнее посёлка.

## Данные водного реестра
По данным государственного водного реестра России, река относится к Камскому бассейновому округу, бассейн реки Кама, подбассейн — Кама до Куйбышевского водохранилища (без бассейнов рек Белой и Вятки), водохозяйственный участок реки — Чусовая от в/п пгт. Кын до устья. Код объекта в государственном водном реестре — 10010100712111100011269.